# Station Zdżary
Station Zdżary is een spoorwegstation in de Poolse plaats Żdżary.